# Ischnochiton luteoroseus
Ischnochiton luteoroseus es una especie de molusco marino poliplacóforo en la familia Ischnochitonidae.